# Zehntstadel (Sulzbach-Rosenberg)
Der sogenannte Scherling-Stadel ist ein denkmalgeschützter Zehentstadel in Sulzbach-Rosenberg. Er steht in Innenstadtnähe, aber außerhalb der eigentlichen Altstadt von Sulzbach an einer stark befahrenen Bundesstraße.

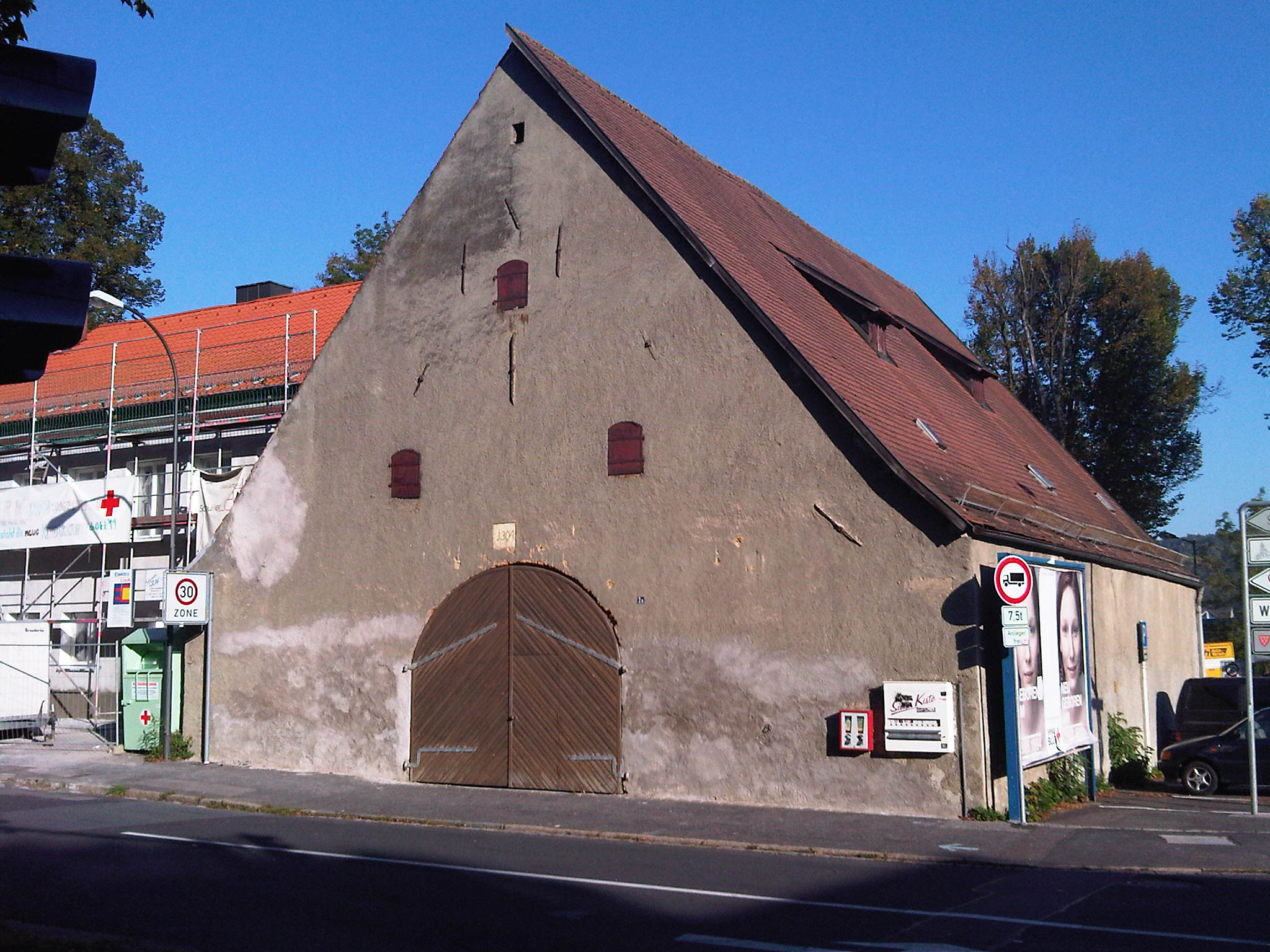
Der Scherling-Stadel in seinem Zustand im Oktober 2011

## Beschreibung
Das aus Feld- und Bruchsteinen errichtete Gebäude geht im Kern mutmaßlich auf das 17. bis 18. Jahrhundert zurück. Der breite, behäbige Bau trägt einen mächtigen Dachstuhl.

## Geschichte
In jüngerer Zeit wurde das Gebäude nicht mehr als Scheune (bayerisch „Stadel“) genutzt, sondern diente als Lager für einen Glasereibetrieb. Nach diesem erhielt er auch den heute gebräuchlichen Namen. Zumindest wurde durch diese Nutzung der weitere Verfall aufgehalten. Zurzeit dient der Scherling-Stadel als Lagerraum für das Sulzbach-Rosenberger Stadtmuseum. Bauliche Maßnahmen dienten vor allem der Bestandssicherung.
In der Lokalpolitik wird der Scherling-Stadel nicht von allen als erhaltenswertes Baudenkmal angesehen. In einer Stadtratssitzung 2009 wurde die Erweiterung des Untersuchungsgebietes „Altstadt Sulzbach“ auf den Scherling-Stadel abgelehnt und stattdessen erneut der Abriss des Bauwerks zur Neugestaltung der sogenannten „Raschke-Kreuzung“ ins Gespräch gebracht. Im Januar 2018 wurde der Abriss im Stadtrat erneut thematisiert. Er solle Platz für Kfz-Stellflächen schaffen, was vom Denkmalamt deutlich abgelehnt wurde. Zuvor hatte der Archäologe und Träger des Kulturpreises der Stadt Sulzbach-Rosenberg Mathias Hensch dessen Bedeutung gewürdigt und mit der Bedeutung des Salzstadels in Regensburg verglichen.